# Metopa palmata
Metopa palmata är en kräftdjursart som beskrevs av Georg Ossian Sars 1892. Metopa palmata ingår i släktet Metopa och familjen Stenothoidae. Inga underarter finns listade i Catalogue of Life.